# 廿日市市立七尾中学校
廿日市市立七尾中学校（はつかいちしりつななおちゅうがっこう）は、広島県廿日市市平良二丁目にある公立中学校。

## 沿革
- 1949年（昭和24年）4月 - 原中学校・平良中学校・宮内中学校・地御前中学校の4校が統合され、七尾中学校設立[2]。

## 校区
- 廿日市市立平良小学校の校区
  - 上平良、下平良、新宮一丁目、新宮二丁目、平良一丁目、平良二丁目、宮内73番地・76番地及び94番地、陽光台一丁目、陽光台二丁目、陽光台三丁目、陽光台四丁目、陽光台五丁目
- 廿日市市立原小学校の校区
  - 原
- 廿日市市立金剛寺小学校の校区
  - 串戸一丁目、串戸二丁目、串戸三丁目、串戸四丁目、串戸五丁目、串戸六丁目、地御前二丁目22番〜29番

## 学校行事
- 4月 春休み、就任式、始業式、入学式、新入生歓迎会、健康診断、体力テスト
- 5月 中間テスト、体育大会
- 6月 期末テスト
- 7月 終業式、夏休み
- 8月 夏休み、職場体験(2年生)
- 9月 始業式、宿泊研修(1年生)、クラスマッチ(3年生)、修学旅行(2年生)
- 10月 中間テスト、文化祭
- 11月 期末テスト
- 12月 終業式、冬休み
- 1月 冬休み、始業式、学年末テスト(3年生)
- 2月 学年末テスト(1年生、2年生)、3年生を送る会
- 3月 卒業式、クラスマッチ(1年生、2年生)、終業式、離退任式、春休み

## 部活動
| 運動部 - 陸上部 - サッカー部 - 野球部 - 男子バスケ部 - 女子バスケ部 - バレー部 - ソフトテニス部 - 柔道部 - 剣道部 | 文化部 - 吹奏楽部 - 美術部 - 家庭科部 - 文芸書道部 |

## アクセス
- JR山陽本線 宮内串戸駅下車、徒歩10分
- 広島電鉄宮島線 廿日市市役所前（平良）駅下車、徒歩10分
- 山陽自動車道廿日市インターチェンジより5分